# Kalimeris
Kalimeris es un pequeño género de plantas  perteneciente a la familia (Asteraceae).Tiene 44 especies descritas y solo 14 aceptadas.  Son naturales del este de Asia, China, Corea y Japón, pero también de Hawái.
Fue descrita en 1825 por botánico francés Alexandre Henri Gabriel de Cassini (1781-1832).
La planta herbácea alcanza 1-1,5 metros de altura. Tiene las hojas verde-azuladas, dentadas, largas y estrechas. Las cabezas florales son solitarias o agrupadas en inflorescencias. Los discos florales son amarillos, los rayos son blancos, rosados o púrpuras.

## Taxonomía
El género fue descrito por Alexandre Henri Gabriel de Cassini y publicado en Dictionnaire des Sciences Naturelles [Second edition] 37: 464, 491. 1825.

## Especies seleccionadas
A continuación se brinda un listado de las especies del género Kalimeris aceptadas hasta junio de 2012, ordenadas alfabéticamente. Para cada una se indica el nombre binomial seguido del autor, abreviado según las convenciones y usos.
- Kalimeris altaica (Willd.) Nees ex Fisch.Mey. & Avé-Lall.
- Kalimeris ciliosa Turcz.
- Kalimeris coronata Sch.Bip.
- Kalimeris incisa (Fisch.) DC.
- Kalimeris indica (L.) Sch.Bip.
- Kalimeris integrifolia Turcz. ex DC.
- Kalimeris lancifolia J.Q.Fu
- Kalimeris lautureana (Debeaux) Kitam.
- Kalimeris longipetiolata (C.C.Chang) Ling
- Kalimeris mongolica (Franch.) Kitam.
- Kalimeris procera (Hemsl.) S.Y.Hu
- Kalimeris shimadai (Kitam.) Kitam.
- Kalimeris smithianus (Hand.-Mazz.) S.Y.Hu
- Kalimeris tatarica Lindl. ex DC.